# La Sauvetat-sur-Lède
La Sauvetat-sur-Lède ist eine französische Gemeinde mit 638 Einwohnern (Stand 1. Januar 2022) im Département Lot-et-Garonne in der Region Nouvelle-Aquitaine (vor 2016: Aquitanien). Sie gehört zum Arrondissement Villeneuve-sur-Lot und zum Kanton Le Haut Agenais Périgord.

## Geographie
La Sauvetat-sur-Lède liegt ca. acht Kilometer nördlich von Villeneuve-sur-Lot in dessen Einzugsbereich (Aire urbaine) in der historischen Provinz Agenais. Umgeben wird La Sauvetat-sur-Lède von den drei Nachbargemeinden Monflanquin im Nordosten und Osten, Villeneuve-sur-Lot im Süden sowie Castelnaud-de-Gratecambe im Nordwesten.
La Sauvetat-sur-Lède liegt im Einzugsgebiet des Flusses Garonne.
Die Lède, ein Nebenfluss des Lot, durchquert das Gebiet der Gemeinde zusammen mit ihrem Nebenfluss,
- der Mascarde, und ihren Nebenflüssen,
  - dem Ruisseau de Saint-Pierre und
  - dem Ruisseau de Lagraulou.[1]

## Geschichte
Die Gemeinde entstand 1852 durch Abspaltung von der Nachbargemeinde Monflanquin.

## Einwohnerentwicklung
Mit der Gründung der Gemeinde erreichte die Einwohnerzahl gleich einen ersten Höchststand von rund 640. In der Folgezeit sank die Größe der Gemeinde bei kurzen Erholungsphasen bis zu den 1970er Jahren auf rund 315 Einwohner, bevor eine Phase mit zeitweise kräftigem Wachstum einsetzte, die heute noch anhält.
| Jahr      | 1962 | 1968 | 1975 | 1982 | 1990 | 1999 | 2006 | 2011 | 2022 |
| --------- | ---- | ---- | ---- | ---- | ---- | ---- | ---- | ---- | ---- |
| Einwohner | 357  | 344  | 317  | 390  | 422  | 452  | 579  | 657  | 638  |

## Sehenswürdigkeiten
- Kirche Saint-Michel
- Schloss Saint-Sulpice

### Schloss Saint-Sulpice
Das Bauwerk besteht aus zwei T-förmig angeordneten Wohntrakten. Der älteste Teil ist ein Flügel und ein Verteidigungsturm aus dem 17. Jahrhundert. Sein Hof hinter dem Eingangsportal stammt aus dem Jahr 1621. Zu Beginn des 19. Jahrhunderts wurde der zweite Flügel im klassizistischen Stil mit einem Risalit mit Dreiecksgiebel quer zum bestehenden Trakt angebaut. Der Eingang im Erdgeschoss ist oberhalb mit Stuck verziert, der das Landleben mit seinen Arbeiten und seiner Muße darstellt. Das Stuckdekor im Musikzimmer erinnert an die Zeit des ersten Kaiserreichs mit einem kaiserlichen Adler, einer Maske von Napoleon Bonaparte und einer Andeutung eines Jungadlers. Das Schloss ist seit dem 4. Oktober 2007 als Monument historique eingeschrieben. Es ist heute im Besitz einer Privatperson.

## Wirtschaft und Infrastruktur
Handel und Dienstleistungen sind die wichtigsten Wirtschaftsfaktoren der Gemeinde.

### Bildung
Die Gemeinde verfügt über eine öffentliche Vor- und Grundschule mit 62 Schülerinnen und Schülern im Schuljahr 2018/2019.

### Verkehr
La Sauvetat-sur-Lède ist erreichbar über die Routes départementales 216, 420 und 676, der ehemaligen Route nationale 676.